# Römisch-katholische Kirche in Nordmazedonien
Die Römisch-katholische Kirche in Nordmazedonien ist Teil der weltweiten römisch-katholischen Kirche. In Nordmazedonien leben etwa 15.000 Katholiken. Die meisten Einwohner des Landes gehören der orthodoxen Kirche an.

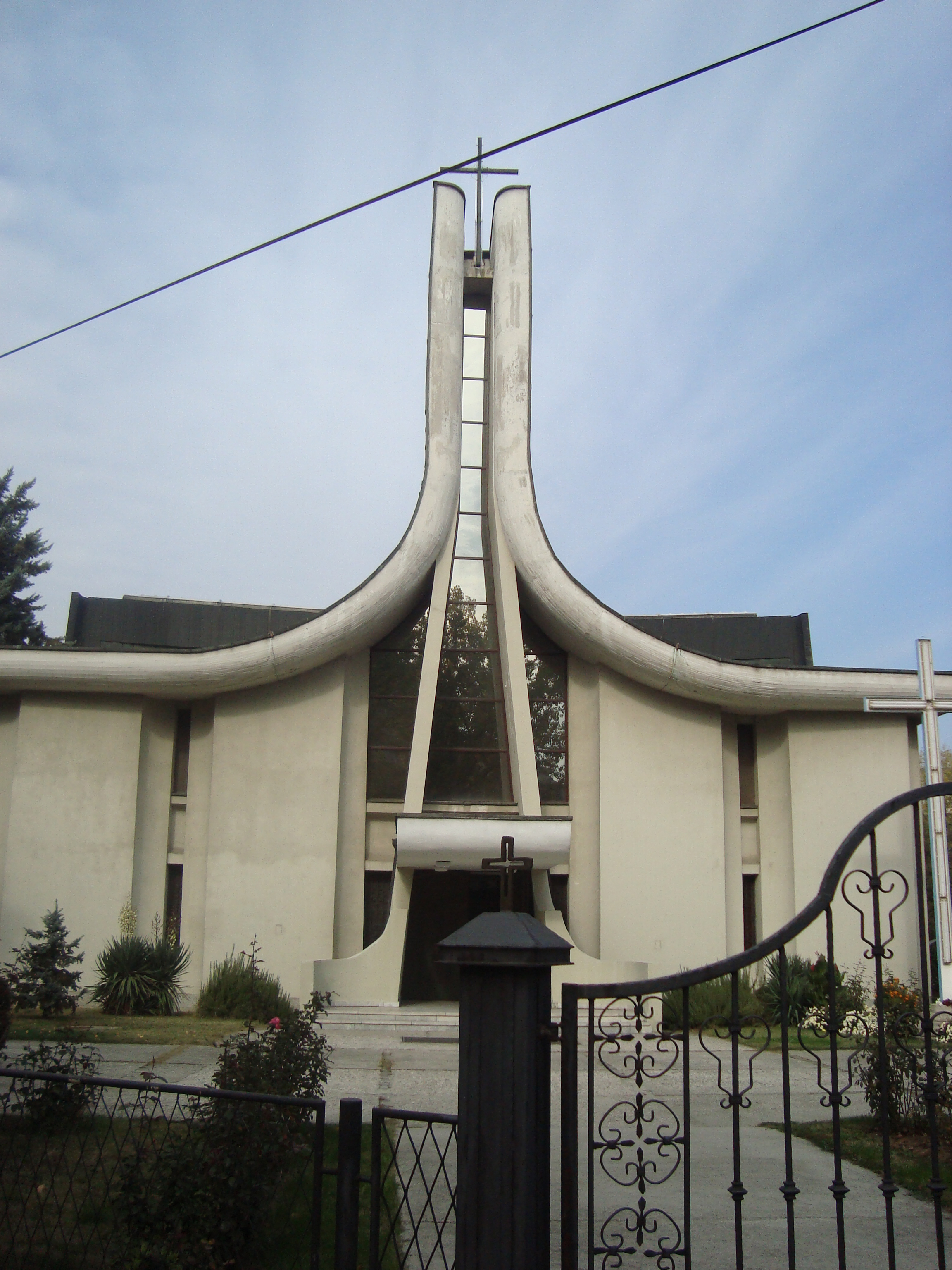
Kathedrale des heiligen Herzen Jesu in Skopje

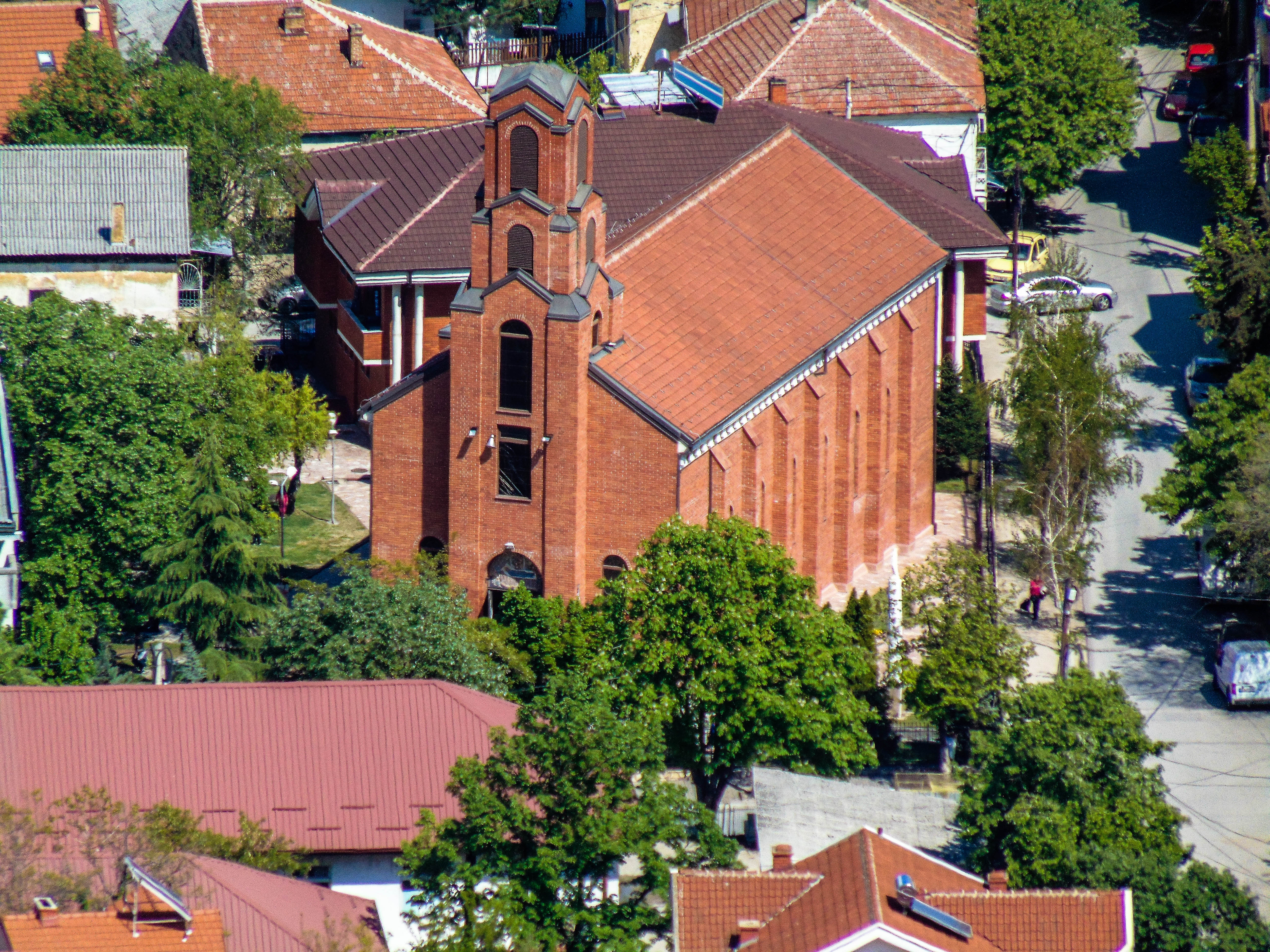
Griechisch-katholische Kathedrale der Himmelfahrt der Heiligen Jungfrau in Strumica

## Überblick
Die Römisch-katholischen Kirche in Nordmazedonien besteht aus einen Bistum der lateinischen Kirche mit zwei Pfarreien und 3678 Mitgliedern (Stand 2017) sowie aus einer Eparchie der Mazedonischen Griechisch-katholischen Kirche mit acht Pfarreien und 11.444 Mitgliedern (Stand 2018).
Der Heilige Stuhl und Nordmazedonien unterhalten volle diplomatische Beziehungen. Apostolischer Nuntius ist seit Mai 2022 Erzbischof Luciano Suriani.

## Gliederung
Lateinische Kirche
- Bistum Skopje (Suffraganbistum des Erzbistums Vrhbosna)

Mazedonische Griechisch-katholische Kirche
- Eparchie Mariä Verkündigung Strumica-Skopje